# Exireuil
Exireuil és un municipi francès situat al departament de Deux-Sèvres i a la regió de la Nova Aquitània. L'any 2007 tenia 1.487 habitants.

## Demografia

### Població
El 2007 la població de fet d'Exireuil era de 1.487 persones. Hi havia 603 famílies de les quals 124 eren unipersonals (64 homes vivint sols i 60 dones vivint soles), 213 parelles sense fills, 191 parelles amb fills i 75 famílies monoparentals amb fills.
La població ha evolucionat segons el següent gràfic:
Habitants censats

### Habitatges
El 2007 hi havia 649 habitatges, 602 eren l'habitatge principal de la família, 16 eren segones residències i 32 estaven desocupats. 598 eren cases i 51 eren apartaments. Dels 602 habitatges principals, 389 estaven ocupats pels seus propietaris, 211 estaven llogats i ocupats pels llogaters i 3 estaven cedits a títol gratuït; 2 tenien una cambra, 28 en tenien dues, 57 en tenien tres, 188 en tenien quatre i 327 en tenien cinc o més. 514 habitatges disposaven pel capbaix d'una plaça de pàrquing. A 293 habitatges hi havia un automòbil i a 287 n'hi havia dos o més.

### Piràmide de població
La piràmide de població per edats i sexe el 2009 era:
| Homes | Edats   | Dones |
| ----- | ------- | ----- |
| 0     | 95 o +  | 0     |
| 0     | 90 a 94 | 4     |
| 0     | 85 a 89 | 8     |
| 0     | 80 a 84 | 4     |
| 12    | 75 a 79 | 12    |
| 24    | 70 a 74 | 16    |
| 24    | 65 a 69 | 32    |
| 44    | 60 a 64 | 48    |
| 36    | 55 a 59 | 20    |
| 32    | 50 a 54 | 20    |
| 44    | 45 a 49 | 44    |
| 40    | 40 a 44 | 40    |
| 44    | 35 a 39 | 40    |
| 52    | 30 a 34 | 40    |
| 28    | 25 a 29 | 44    |
| 8     | 20 a 24 | 32    |
| 52    | 15 a 19 | 28    |
| 48    | 10 a 14 | 32    |
| 40    | 5 a 9   | 32    |
| 16    | 0 a 4   | 36    |

## Economia
El 2007 la població en edat de treballar era de 907 persones, 682 eren actives i 225 eren inactives. De les 682 persones actives 609 estaven ocupades (331 homes i 278 dones) i 73 estaven aturades (23 homes i 50 dones). De les 225 persones inactives 92 estaven jubilades, 60 estaven estudiant i 73 estaven classificades com a «altres inactius».

### Ingressos
El 2009 a Exireuil hi havia 633 unitats fiscals que integraven 1.581 persones, la mediana anual d'ingressos fiscals per persona era de 16.174 €.

### Activitats econòmiques
Dels 23 establiments que hi havia el 2007, 1 era d'una empresa de fabricació d'altres productes industrials, 11 d'empreses de construcció, 5 d'empreses de comerç i reparació d'automòbils, 2 d'empreses d'hostatgeria i restauració, 2 d'empreses financeres, 1 d'una empresa de serveis i 1 d'una entitat de l'administració pública.
Dels 15 establiments de servei als particulars que hi havia el 2009, 2 eren tallers de reparació d'automòbils i de material agrícola, 3 paletes, 2 guixaires pintors, 3 fusteries, 2 lampisteries, 1 electricista i 2 restaurants.
L'any 2000 a Exireuil hi havia 25 explotacions agrícoles que ocupaven un total de 1.326 hectàrees.

## Equipaments sanitaris i escolars
El 2009 hi havia una escola elemental.

## Poblacions més properes
El següent diagrama mostra les poblacions més properes.